# Emersonella saturata
Emersonella saturata är en stekelart som beskrevs av De Santis 1983. Emersonella saturata ingår i släktet Emersonella och familjen finglanssteklar. Inga underarter finns listade i Catalogue of Life.